# Adrià Targa i Ramos
Adrià Targa i Ramos (Tarragona, 1987) és escriptor, llicenciat en Filologia Clàssica a la Universitat de Barcelona, actualment es dedica a la docència. La seva producció literària se centra en la poesia. L'any 2010 es va proclamar guanyador del Premi de poesia Sant Cugat a la memòria de Gabriel Ferrater amb Boques en calma; amb la mateixa obra va guanyar el premi El Temps de les Cireres de Seròs l'any 2011.

## Obra
- L'exili de Constança, Cossetània Edicions, 2008
- Boques en calma, Edicions 62, 2010
- Ícar, Edicions Poncianes, 2015
- Canviar de cel, Godall Edicions, 2021
- Acròpolis, Godall Edicions, 2024
- Arnau, Edicions Proa, 2024